# Madeleine Bourdouxhe
Madeleine Bourdouxhe (Liegi, 25 settembre 1906 – Bruxelles, 16 aprile 1996) è stata una scrittrice belga.

## Biografia
Madeleine Bourdouxhe passò l'infanzia e l'adolescenza a Liegi per poi trasferirsi a Bruxelles, dove intraprese gli studi di filosofia all'Università libera. Conobbe successivamente il matematico Jacques Muller, che sposerà nel 1927. La vena letteraria emerse con la stesura, nel 1935, di Vacances, primo romanzo che rimase però inedito. Scrisse e pubblicò nel 1937 La femme de Gilles, tradotto in italiano in La donna di Gilles, tuttora considerato il suo capolavoro. La casa editrice Gallimard, che pubblicò l'opera prima della scrittrice poco più che trentenne, lo fece su consiglio entusiasta di Jean Paulhan, direttore de La Nouvelle Revue française. Venne accolta in maniera entusiasta dal pubblico francese perché è proprio in Francia che la Bourdouxhe si spinse per cercare editori per i suoi scritti. Lo scoppio della seconda guerra mondiale e il controllo dei nazisti sulle case editrici la costrinsero, da attiva antinazista, a rinunciare alla pubblicazione dei suoi lavori, preferendo di gran lunga l'attività di novelliere che la porta a pubblicare su quotidiani e riviste e a vincere premi letterari in Canada per gli scrittori di lingua francese.
Nel 1943 pubblicò infatti con le Éditions Libris di Bruxelles il romanzo À la recherche de Marie: l'autrice prese inizialmente contatti con la Gallimard per la pubblicazione, ma poi ritirò lo scritto perché sostenne che questa fosse controllata dai nazisti. L'anno successivo pubblicò Sous le pont Mirabeau con le Éditions Lumière. Nonostante la produzione apparentemente minima (in realtà partecipò a svariati concorsi letterari con opere poi rimaste inedite), la Bourdouxhe divenne segretaria a vita della Libera Accademia del Belgio nel 1964. Solo altri due lavori furono pubblicati: Sept Nouvelles nel 1985 e Wagram 17-42: Marie attend Marie nel 1989, entrambe dalla Éditions Tierce-Littérales di Parigi.
Madeleine Bourdouxhe non legò mai il proprio nome a nessun movimento letterario o rivista, né tentò affannosamente di procurarsi un posto in prima fila tra gli scrittori di rilievo del Novecento. Attiva nella Resistenza contro i nazisti, visse quasi ai margini della società come i protagonisti dei suoi stessi libri, ritagliandosi uno spazio di poco rilievo sulla scena internazionale ma lavorando incessantemente alla scrittura, che non fu mai per lei un secondo lavoro o un ripiego ma una vocazione vera e propria. Fu grande amica di Jean-Paul Sartre e di Simone de Beauvoir, che la citò nel romanzo Secondo sesso (1949) esaltando l'analisi dei sessi che si evince dalla lettura de La femme de Gilles. Non esiste una bibliografia esaustiva e completa su Madeleine Bourdouxhe. La letteratura femminile l'ha da poco riscoperta e apprezzata anche grazie alla pellicola del 2004 di Frédéric Fonteyne tratta dal suo romanzo principale: anche il film si intitola La donna di Gilles.

## La donna di Gilles
Il romanzo ha un intreccio semplice. Sullo sfondo di una Liegi operaia (il nome della città non viene però mai citato nel romanzo) Élisa è la moglie di un operaio, Gilles, innamorato segretamente della sorella di lei, l'affascinante Victorine. Il ménage à trois viene scoperto da Élisa che, fermamente innamorata del marito, invece di punirlo o di chiedergli spiegazioni asseconda il suo amore per la sorella, sperando in un rinsavimento che porti l'uomo a riscoprirla e ad amarla come una volta. Ma la passione di Gilles degenera ed Élisa si ritrova a doversi far forza per tentare a tutti i costi di non odiare il suo uomo e sua sorella, spingendosi anzi a confortarlo, sostenerlo, diventare sua confidente nei tradimenti che subisce. L'amore totale la acceca e la distrugge. Alla fine, quando il pericolo di Victorine è distante e Gilles sembra riaccostarsi al focolare domestico, Élisa è stremata. Ha svuotato sé stessa per il suo uomo. Tutto intorno a lei perde di significato e di valore.